# Musa Al Tayeb
Musa Al Tayeb est un footballeur soudanais né le 15 juin 1984. Il évolue au poste de défenseur.
Il a participé à la Coupe d'Afrique des nations 2008 avec l'équipe du Soudan.

## Carrière
- 2007- : Al Merreikh ( Soudan)